# Catoblastus
Genre
Classification phylogénétique
Espèces de rang inférieur
- Voir le texte

Catoblastus est un genre de plantes de la famille des Arecaceae (les palmiers) que l'on trouve dans les régions tropicales de l'Amérique. Il est très proche de Wettinia. Il contient les espèces suivantes :
Ce genre est un synonyme du genre Wettinia.
- Wettinia aequalis (O.F.Cook & Doyle) R.Bernal
- Wettinia anomala
- Wettinia disticha
- Wettinia drudei
- Wettinia kalbreyeri
- Wettinia maynensis Spruce
- Wettinia microcarpa (Burret) R.Bernal
- Wettinia praemorsa (Willd.) Wess.Boer
- Wettinia radiata (O.F.Cook & Doyle) R.Bernal

## Classification
- Famille : Arecaceae
  - Sous-famille : Arecoideae
    - Tribu : Iriarteeae 
      - Sous-tribu : Wettiniinae